# Referendo sobre a independência de Bougainville em 2019
Um referendo de independência foi realizado na Região Autônoma de Bougainville entre 23 de novembro e 7 de dezembro de 2019, com resultados declarados em 11 de dezembro. Além de um resultado de um acordo entre o Governo da Papua-Nova Guiné e o Governo Autônomo de Bougainville, a votação não é vinculativa, ou seja, não é obrigatoriamente adotada, e portanto o governo da Papua-Nova Guiné tem a palavra final sobre o que acontece em Bougainville.
O resultado foi predominantemente a favor da independência: 98,31% escolheram a independência e apenas 1,69% votaram por uma maior autonomia.

## Antecedentes
De acordo com o Acordo de Paz de Bougainville, um referendo que inclua a opção de independência deve ser realizado o mais tardar em junho de 2020. A votação foi originalmente agendada para 15 de junho de 2019, antes de ser adiada para 17 de outubro devido a uma disputa de financiamento. O referendo foi adiado novamente para 23 de novembro, a pedido da Comissão do Referendo de Bougainville, para garantir a credibilidade da lista de referendos para que mais pessoas possam votar, a maior parte do financiamento prometido não foi enviado pelo governo nacional. Ambos os governos disseram que esse atraso seria o último. O analista do Instituto Australiano de Política Estratégica, Karl Claxton, disse que há uma grande expectativa de que Bougainville vote para se tornar independente. Em outubro de 2018, o ex-Taoiseach da Irlanda Bertie Ahern foi nomeado para presidir a Comissão do Referendo de Bougainville, responsável pela preparação do referendo.

## Pergunta
A questão a ser colocada aos eleitores é:
Você concorda que Bougainville tenha: (1) maior autonomia (2) independência?

## Resultados
Os resultados foram divulgados em 11 de dezembro de 2019, com 98.31% dos votos a favor da independência de Bougainville.
| Escolha                            | Escolha                            | Votos   | %      |
| ---------------------------------- | ---------------------------------- | ------- | ------ |
|                                    | Independência                      | 176,928 | 98.31% |
|                                    | Maior autonomia                    | 3,043   | 1.69%  |
| Brancos/nulos                      | Brancos/nulos                      | 1,096   | –      |
| Total                              | Total                              | 181,067 | 100.00 |
| Eleitores registrados/Participação | Eleitores registrados/Participação | 206,731 | 87.59  |
| Fontes: BRC The Guardian BBC       |                                    |         |        |

| Vote            | Vote            | Vote | Vote   | Vote   |
| --------------- | --------------- | ---- | ------ | ------ |
|                 |                 |      |        |        |
| Independência   | Independência   |      | 98,31% | 98,31% |
| Maior autonomia | Maior autonomia |      | 1,69%  | 1,69%  |